# Till Seiler
Till Seiler (* 12. April 1981 in Haren (Ems)) ist ein deutscher Politiker (Bündnis 90/Die Grünen). Er war von Juni bis Dezember 2011 Mitglied des Deutschen Bundestages.

## Leben und Beruf
Nach dem Abitur 2000 in Weinstadt und Zivildienst in Waiblingen studierte Seiler ab 2001 an der Universität Konstanz die Fächer Germanistik und Politikwissenschaft auf Lehramt. Von 2008 bis 2009 war er Referendar am Ellenrieder-Gymnasium in Konstanz, an dem er bis Juni 2011 als Studienrat für Deutsch, Gemeinschaftskunde und Ethik tätig war. Seit November 2011 ist er am Hegau-Gymnasium in Singen (Hohentwiel).

## Politik
Seiler ist seit 1999 Mitglied bei Bündnis 90/Die Grünen. Seit 2008 ist er Mitglied des Konstanzer Gemeinderats. Er rückte am 6. Juni 2011 über die Landesliste in den Bundestag nach.
2011 geriet er bei der Konstanzer Bürgerschaft in die Kritik durch seine als Lehrer getätigte Aussage zum Thema „nervige Schüler“: „Wenn ich kein Pazifist wäre, würde ich sagen: erschießen (eignet sich auch für nervige Kollegen, Eltern, Schulleiter …)“, die in der Abizeitung seiner Schule in Konstanz erschien. Zudem wurde er von der CDU-Gemeinderatsfraktion für sein Engagement gegen Papst Benedikt XVI. in der Aktion „Freiburg ohne Papst“ anlässlich dessen geplanten Besuches in Freiburg im Breisgau am 24. und 25. September 2011 kritisiert. Er boykottierte die Rede, die Papst Benedikt XVI. auf Einladung des Bundestagspräsidenten Norbert Lammert am 22. September 2011 im Deutschen Bundestag hielt.
Am 22. November 2011 kündigte Seiler an, sein Mandat Mitte Dezember 2011 niederzulegen, weil eine Tätigkeit als Berufspolitiker für ihn nicht in Frage komme. Am 3. Dezember legte Seiler sein Mandat nieder. Abgeordnetenkollegen vermuteten, dass Seiler auch seine unglückliche Aussage in der Konstanzer Abizeitung nachhing.